# 阿塔拉縣 (密西西比州)
是美國密西西比州中部的一個縣。面積1,909平方公里。根据美國2000年人口普查，共有人口19,661人。縣治科西阿斯科（Kosciusko）。
阿塔拉縣成立於1833年12月23日。縣名是法國作家夏多布里昂子爵筆下的一名印第安女子。